# Coupe des clubs champions européens de handball 1992-1993
Navigation
Coupe des clubs champions 1991-1992 Ligue des champions 1993-1994
La saison 1992-1993 de la Coupe des clubs champions européens de handball met aux prises 34 équipes européennes. Il s’agit de la 33e édition de la compétition organisée pour la dernière fois par l'IHF puisque, la saison suivante, la compétition sera renommée Ligue des champions et organisée par la nouvellement créée Fédération européenne de handball.
Le club croate du Badel 1862 Zagreb conserve son titre en disposant en finale du club allemand du SG Wallau-Massenheim. Pour Zagreb, il s'agit de leur second sacre européen.

## Nouveaux membres de l'EHF
À la suite de la Chute des régimes communistes en Europe, initié par la chute du Mur de Berlin le 9 novembre 1989 et achevée par dislocation de l'URSS, l'indépendance de nombreuses nations va faire grimper le nombre de membres affiliés à la Fédération européenne de handball (EHF) : 
| Nouveaux membres   | Appartenance précédente | Date de changement |
| ------------------ | ----------------------- | ------------------ |
| Allemagne          | Allemagne de l'Ouest    | 3 octobre 1990     |
| Allemagne          | Allemagne de l'Est      | 3 octobre 1990     |
| Arménie            | Union soviétique        | 26 décembre 1991   |
| Azerbaïdjan        | Union soviétique        | 26 décembre 1991   |
| Biélorussie        | Union soviétique        | 26 décembre 1991   |
| Estonie            | Union soviétique        | 26 décembre 1991   |
| Géorgie            | Union soviétique        | 26 décembre 1991   |
| Lettonie           | Union soviétique        | 26 décembre 1991   |
| Lituanie           | Union soviétique        | 26 décembre 1991   |
| Russie             | Union soviétique        | 26 décembre 1991   |
| Ukraine            | Union soviétique        | 26 décembre 1991   |
| Croatie            | Yougoslavie             | 25 juin 1991       |
| Slovénie           | Yougoslavie             | 25 juin 1991       |
| Macédoine          | Yougoslavie             | 8 septembre 1991   |
| Bosnie-Herzégovine | Yougoslavie             | 1er mars 1992      |
| RF Yougoslavie     | Yougoslavie             | 1er mars 1992      |
| République tchèque | Tchécoslovaquie         | 31 décembre 1992   |
| Slovaquie          | Tchécoslovaquie         | 31 décembre 1992   |

## Participants
| Deuxième tour préliminaire | Deuxième tour préliminaire | Deuxième tour préliminaire | Deuxième tour préliminaire | Deuxième tour préliminaire | Deuxième tour préliminaire | Deuxième tour préliminaire | Deuxième tour préliminaire | Deuxième tour préliminaire | Deuxième tour préliminaire | Deuxième tour préliminaire | Deuxième tour préliminaire | Deuxième tour préliminaire | Deuxième tour préliminaire | Deuxième tour préliminaire | Deuxième tour préliminaire | Deuxième tour préliminaire | Deuxième tour préliminaire | Deuxième tour préliminaire | Deuxième tour préliminaire | Deuxième tour préliminaire | Deuxième tour préliminaire | Deuxième tour préliminaire | Deuxième tour préliminaire | Deuxième tour préliminaire | Deuxième tour préliminaire | Deuxième tour préliminaire | Deuxième tour préliminaire | Deuxième tour préliminaire | Deuxième tour préliminaire |
| --- | --- | --- | --- | --- | --- | --- | --- | --- | --- | --- | --- | --- | --- | --- | --- | --- | --- | --- | --- | --- | --- | --- | --- | --- | --- | --- | --- | --- | --- |
| - Badel 1862 Zagreb : Tenant du titre - SG Wallau-Massenheim : Champion d'Allemagne - UHK Volksbank Vienne : Champion d'Autriche - Olse Merksem HC : Champion de Belgique - Belasitza Petrich : Champion de Bulgarie - SPE Strovolos Nicosie : Champion de Chypre - GOG Håndbold : Champion du Danemark - FC Barcelone : Champion d'Espagne - BK-46 Karis : Champion de Finlande - HB Vénissieux Lyon : Champion de France - Shevardeni G.T.U. Tbilissi : Champion de Géorgie - Ionikós de Néa Filadélfia : Champion de Grèce - Elektromos SE : Champion de Hongrie - FH Hafnarfjörður : Champion d'Islande - Maccabi Rishon LeZion : Champion d'Israël | - Badel 1862 Zagreb : Tenant du titre - SG Wallau-Massenheim : Champion d'Allemagne - UHK Volksbank Vienne : Champion d'Autriche - Olse Merksem HC : Champion de Belgique - Belasitza Petrich : Champion de Bulgarie - SPE Strovolos Nicosie : Champion de Chypre - GOG Håndbold : Champion du Danemark - FC Barcelone : Champion d'Espagne - BK-46 Karis : Champion de Finlande - HB Vénissieux Lyon : Champion de France - Shevardeni G.T.U. Tbilissi : Champion de Géorgie - Ionikós de Néa Filadélfia : Champion de Grèce - Elektromos SE : Champion de Hongrie - FH Hafnarfjörður : Champion d'Islande - Maccabi Rishon LeZion : Champion d'Israël | - Badel 1862 Zagreb : Tenant du titre - SG Wallau-Massenheim : Champion d'Allemagne - UHK Volksbank Vienne : Champion d'Autriche - Olse Merksem HC : Champion de Belgique - Belasitza Petrich : Champion de Bulgarie - SPE Strovolos Nicosie : Champion de Chypre - GOG Håndbold : Champion du Danemark - FC Barcelone : Champion d'Espagne - BK-46 Karis : Champion de Finlande - HB Vénissieux Lyon : Champion de France - Shevardeni G.T.U. Tbilissi : Champion de Géorgie - Ionikós de Néa Filadélfia : Champion de Grèce - Elektromos SE : Champion de Hongrie - FH Hafnarfjörður : Champion d'Islande - Maccabi Rishon LeZion : Champion d'Israël | - Badel 1862 Zagreb : Tenant du titre - SG Wallau-Massenheim : Champion d'Allemagne - UHK Volksbank Vienne : Champion d'Autriche - Olse Merksem HC : Champion de Belgique - Belasitza Petrich : Champion de Bulgarie - SPE Strovolos Nicosie : Champion de Chypre - GOG Håndbold : Champion du Danemark - FC Barcelone : Champion d'Espagne - BK-46 Karis : Champion de Finlande - HB Vénissieux Lyon : Champion de France - Shevardeni G.T.U. Tbilissi : Champion de Géorgie - Ionikós de Néa Filadélfia : Champion de Grèce - Elektromos SE : Champion de Hongrie - FH Hafnarfjörður : Champion d'Islande - Maccabi Rishon LeZion : Champion d'Israël | - Badel 1862 Zagreb : Tenant du titre - SG Wallau-Massenheim : Champion d'Allemagne - UHK Volksbank Vienne : Champion d'Autriche - Olse Merksem HC : Champion de Belgique - Belasitza Petrich : Champion de Bulgarie - SPE Strovolos Nicosie : Champion de Chypre - GOG Håndbold : Champion du Danemark - FC Barcelone : Champion d'Espagne - BK-46 Karis : Champion de Finlande - HB Vénissieux Lyon : Champion de France - Shevardeni G.T.U. Tbilissi : Champion de Géorgie - Ionikós de Néa Filadélfia : Champion de Grèce - Elektromos SE : Champion de Hongrie - FH Hafnarfjörður : Champion d'Islande - Maccabi Rishon LeZion : Champion d'Israël | - Badel 1862 Zagreb : Tenant du titre - SG Wallau-Massenheim : Champion d'Allemagne - UHK Volksbank Vienne : Champion d'Autriche - Olse Merksem HC : Champion de Belgique - Belasitza Petrich : Champion de Bulgarie - SPE Strovolos Nicosie : Champion de Chypre - GOG Håndbold : Champion du Danemark - FC Barcelone : Champion d'Espagne - BK-46 Karis : Champion de Finlande - HB Vénissieux Lyon : Champion de France - Shevardeni G.T.U. Tbilissi : Champion de Géorgie - Ionikós de Néa Filadélfia : Champion de Grèce - Elektromos SE : Champion de Hongrie - FH Hafnarfjörður : Champion d'Islande - Maccabi Rishon LeZion : Champion d'Israël | - Badel 1862 Zagreb : Tenant du titre - SG Wallau-Massenheim : Champion d'Allemagne - UHK Volksbank Vienne : Champion d'Autriche - Olse Merksem HC : Champion de Belgique - Belasitza Petrich : Champion de Bulgarie - SPE Strovolos Nicosie : Champion de Chypre - GOG Håndbold : Champion du Danemark - FC Barcelone : Champion d'Espagne - BK-46 Karis : Champion de Finlande - HB Vénissieux Lyon : Champion de France - Shevardeni G.T.U. Tbilissi : Champion de Géorgie - Ionikós de Néa Filadélfia : Champion de Grèce - Elektromos SE : Champion de Hongrie - FH Hafnarfjörður : Champion d'Islande - Maccabi Rishon LeZion : Champion d'Israël | - Badel 1862 Zagreb : Tenant du titre - SG Wallau-Massenheim : Champion d'Allemagne - UHK Volksbank Vienne : Champion d'Autriche - Olse Merksem HC : Champion de Belgique - Belasitza Petrich : Champion de Bulgarie - SPE Strovolos Nicosie : Champion de Chypre - GOG Håndbold : Champion du Danemark - FC Barcelone : Champion d'Espagne - BK-46 Karis : Champion de Finlande - HB Vénissieux Lyon : Champion de France - Shevardeni G.T.U. Tbilissi : Champion de Géorgie - Ionikós de Néa Filadélfia : Champion de Grèce - Elektromos SE : Champion de Hongrie - FH Hafnarfjörður : Champion d'Islande - Maccabi Rishon LeZion : Champion d'Israël | - Badel 1862 Zagreb : Tenant du titre - SG Wallau-Massenheim : Champion d'Allemagne - UHK Volksbank Vienne : Champion d'Autriche - Olse Merksem HC : Champion de Belgique - Belasitza Petrich : Champion de Bulgarie - SPE Strovolos Nicosie : Champion de Chypre - GOG Håndbold : Champion du Danemark - FC Barcelone : Champion d'Espagne - BK-46 Karis : Champion de Finlande - HB Vénissieux Lyon : Champion de France - Shevardeni G.T.U. Tbilissi : Champion de Géorgie - Ionikós de Néa Filadélfia : Champion de Grèce - Elektromos SE : Champion de Hongrie - FH Hafnarfjörður : Champion d'Islande - Maccabi Rishon LeZion : Champion d'Israël | - Badel 1862 Zagreb : Tenant du titre - SG Wallau-Massenheim : Champion d'Allemagne - UHK Volksbank Vienne : Champion d'Autriche - Olse Merksem HC : Champion de Belgique - Belasitza Petrich : Champion de Bulgarie - SPE Strovolos Nicosie : Champion de Chypre - GOG Håndbold : Champion du Danemark - FC Barcelone : Champion d'Espagne - BK-46 Karis : Champion de Finlande - HB Vénissieux Lyon : Champion de France - Shevardeni G.T.U. Tbilissi : Champion de Géorgie - Ionikós de Néa Filadélfia : Champion de Grèce - Elektromos SE : Champion de Hongrie - FH Hafnarfjörður : Champion d'Islande - Maccabi Rishon LeZion : Champion d'Israël | - Badel 1862 Zagreb : Tenant du titre - SG Wallau-Massenheim : Champion d'Allemagne - UHK Volksbank Vienne : Champion d'Autriche - Olse Merksem HC : Champion de Belgique - Belasitza Petrich : Champion de Bulgarie - SPE Strovolos Nicosie : Champion de Chypre - GOG Håndbold : Champion du Danemark - FC Barcelone : Champion d'Espagne - BK-46 Karis : Champion de Finlande - HB Vénissieux Lyon : Champion de France - Shevardeni G.T.U. Tbilissi : Champion de Géorgie - Ionikós de Néa Filadélfia : Champion de Grèce - Elektromos SE : Champion de Hongrie - FH Hafnarfjörður : Champion d'Islande - Maccabi Rishon LeZion : Champion d'Israël | - Badel 1862 Zagreb : Tenant du titre - SG Wallau-Massenheim : Champion d'Allemagne - UHK Volksbank Vienne : Champion d'Autriche - Olse Merksem HC : Champion de Belgique - Belasitza Petrich : Champion de Bulgarie - SPE Strovolos Nicosie : Champion de Chypre - GOG Håndbold : Champion du Danemark - FC Barcelone : Champion d'Espagne - BK-46 Karis : Champion de Finlande - HB Vénissieux Lyon : Champion de France - Shevardeni G.T.U. Tbilissi : Champion de Géorgie - Ionikós de Néa Filadélfia : Champion de Grèce - Elektromos SE : Champion de Hongrie - FH Hafnarfjörður : Champion d'Islande - Maccabi Rishon LeZion : Champion d'Israël | - Badel 1862 Zagreb : Tenant du titre - SG Wallau-Massenheim : Champion d'Allemagne - UHK Volksbank Vienne : Champion d'Autriche - Olse Merksem HC : Champion de Belgique - Belasitza Petrich : Champion de Bulgarie - SPE Strovolos Nicosie : Champion de Chypre - GOG Håndbold : Champion du Danemark - FC Barcelone : Champion d'Espagne - BK-46 Karis : Champion de Finlande - HB Vénissieux Lyon : Champion de France - Shevardeni G.T.U. Tbilissi : Champion de Géorgie - Ionikós de Néa Filadélfia : Champion de Grèce - Elektromos SE : Champion de Hongrie - FH Hafnarfjörður : Champion d'Islande - Maccabi Rishon LeZion : Champion d'Israël | - Badel 1862 Zagreb : Tenant du titre - SG Wallau-Massenheim : Champion d'Allemagne - UHK Volksbank Vienne : Champion d'Autriche - Olse Merksem HC : Champion de Belgique - Belasitza Petrich : Champion de Bulgarie - SPE Strovolos Nicosie : Champion de Chypre - GOG Håndbold : Champion du Danemark - FC Barcelone : Champion d'Espagne - BK-46 Karis : Champion de Finlande - HB Vénissieux Lyon : Champion de France - Shevardeni G.T.U. Tbilissi : Champion de Géorgie - Ionikós de Néa Filadélfia : Champion de Grèce - Elektromos SE : Champion de Hongrie - FH Hafnarfjörður : Champion d'Islande - Maccabi Rishon LeZion : Champion d'Israël | - Badel 1862 Zagreb : Tenant du titre - SG Wallau-Massenheim : Champion d'Allemagne - UHK Volksbank Vienne : Champion d'Autriche - Olse Merksem HC : Champion de Belgique - Belasitza Petrich : Champion de Bulgarie - SPE Strovolos Nicosie : Champion de Chypre - GOG Håndbold : Champion du Danemark - FC Barcelone : Champion d'Espagne - BK-46 Karis : Champion de Finlande - HB Vénissieux Lyon : Champion de France - Shevardeni G.T.U. Tbilissi : Champion de Géorgie - Ionikós de Néa Filadélfia : Champion de Grèce - Elektromos SE : Champion de Hongrie - FH Hafnarfjörður : Champion d'Islande - Maccabi Rishon LeZion : Champion d'Israël | - SSV Forst Brixen : Champion d'Italie - HK Dio Riga : Vice-champion de Lettonie - HC Granitas Kaunas: Champion de Lituanie - HB Dudelange : Champion du Luxembourg - IF Urædd Porsgrunn : Champion de Norvège - E&O Emmen : Champion des Pays-Bas - GKS Wybrzeże Gdańsk : Champion de Pologne - ABC Braga : Champion du Portugal - Universitatea Craiova : Champion de Roumanie - SKIF Krasnodar : Champion de Russie - Ystads IF : Champion de Suède - Pfadi Winterthur : Champion de Suisse - Dukla Prague : Champion de Tchécoslovaquie - Halkbank Ankara : Champion de Turquie - SKA Kiev : Champion d'Ukraine | - SSV Forst Brixen : Champion d'Italie - HK Dio Riga : Vice-champion de Lettonie - HC Granitas Kaunas: Champion de Lituanie - HB Dudelange : Champion du Luxembourg - IF Urædd Porsgrunn : Champion de Norvège - E&O Emmen : Champion des Pays-Bas - GKS Wybrzeże Gdańsk : Champion de Pologne - ABC Braga : Champion du Portugal - Universitatea Craiova : Champion de Roumanie - SKIF Krasnodar : Champion de Russie - Ystads IF : Champion de Suède - Pfadi Winterthur : Champion de Suisse - Dukla Prague : Champion de Tchécoslovaquie - Halkbank Ankara : Champion de Turquie - SKA Kiev : Champion d'Ukraine | - SSV Forst Brixen : Champion d'Italie - HK Dio Riga : Vice-champion de Lettonie - HC Granitas Kaunas: Champion de Lituanie - HB Dudelange : Champion du Luxembourg - IF Urædd Porsgrunn : Champion de Norvège - E&O Emmen : Champion des Pays-Bas - GKS Wybrzeże Gdańsk : Champion de Pologne - ABC Braga : Champion du Portugal - Universitatea Craiova : Champion de Roumanie - SKIF Krasnodar : Champion de Russie - Ystads IF : Champion de Suède - Pfadi Winterthur : Champion de Suisse - Dukla Prague : Champion de Tchécoslovaquie - Halkbank Ankara : Champion de Turquie - SKA Kiev : Champion d'Ukraine | - SSV Forst Brixen : Champion d'Italie - HK Dio Riga : Vice-champion de Lettonie - HC Granitas Kaunas: Champion de Lituanie - HB Dudelange : Champion du Luxembourg - IF Urædd Porsgrunn : Champion de Norvège - E&O Emmen : Champion des Pays-Bas - GKS Wybrzeże Gdańsk : Champion de Pologne - ABC Braga : Champion du Portugal - Universitatea Craiova : Champion de Roumanie - SKIF Krasnodar : Champion de Russie - Ystads IF : Champion de Suède - Pfadi Winterthur : Champion de Suisse - Dukla Prague : Champion de Tchécoslovaquie - Halkbank Ankara : Champion de Turquie - SKA Kiev : Champion d'Ukraine | - SSV Forst Brixen : Champion d'Italie - HK Dio Riga : Vice-champion de Lettonie - HC Granitas Kaunas: Champion de Lituanie - HB Dudelange : Champion du Luxembourg - IF Urædd Porsgrunn : Champion de Norvège - E&O Emmen : Champion des Pays-Bas - GKS Wybrzeże Gdańsk : Champion de Pologne - ABC Braga : Champion du Portugal - Universitatea Craiova : Champion de Roumanie - SKIF Krasnodar : Champion de Russie - Ystads IF : Champion de Suède - Pfadi Winterthur : Champion de Suisse - Dukla Prague : Champion de Tchécoslovaquie - Halkbank Ankara : Champion de Turquie - SKA Kiev : Champion d'Ukraine | - SSV Forst Brixen : Champion d'Italie - HK Dio Riga : Vice-champion de Lettonie - HC Granitas Kaunas: Champion de Lituanie - HB Dudelange : Champion du Luxembourg - IF Urædd Porsgrunn : Champion de Norvège - E&O Emmen : Champion des Pays-Bas - GKS Wybrzeże Gdańsk : Champion de Pologne - ABC Braga : Champion du Portugal - Universitatea Craiova : Champion de Roumanie - SKIF Krasnodar : Champion de Russie - Ystads IF : Champion de Suède - Pfadi Winterthur : Champion de Suisse - Dukla Prague : Champion de Tchécoslovaquie - Halkbank Ankara : Champion de Turquie - SKA Kiev : Champion d'Ukraine | - SSV Forst Brixen : Champion d'Italie - HK Dio Riga : Vice-champion de Lettonie - HC Granitas Kaunas: Champion de Lituanie - HB Dudelange : Champion du Luxembourg - IF Urædd Porsgrunn : Champion de Norvège - E&O Emmen : Champion des Pays-Bas - GKS Wybrzeże Gdańsk : Champion de Pologne - ABC Braga : Champion du Portugal - Universitatea Craiova : Champion de Roumanie - SKIF Krasnodar : Champion de Russie - Ystads IF : Champion de Suède - Pfadi Winterthur : Champion de Suisse - Dukla Prague : Champion de Tchécoslovaquie - Halkbank Ankara : Champion de Turquie - SKA Kiev : Champion d'Ukraine | - SSV Forst Brixen : Champion d'Italie - HK Dio Riga : Vice-champion de Lettonie - HC Granitas Kaunas: Champion de Lituanie - HB Dudelange : Champion du Luxembourg - IF Urædd Porsgrunn : Champion de Norvège - E&O Emmen : Champion des Pays-Bas - GKS Wybrzeże Gdańsk : Champion de Pologne - ABC Braga : Champion du Portugal - Universitatea Craiova : Champion de Roumanie - SKIF Krasnodar : Champion de Russie - Ystads IF : Champion de Suède - Pfadi Winterthur : Champion de Suisse - Dukla Prague : Champion de Tchécoslovaquie - Halkbank Ankara : Champion de Turquie - SKA Kiev : Champion d'Ukraine | - SSV Forst Brixen : Champion d'Italie - HK Dio Riga : Vice-champion de Lettonie - HC Granitas Kaunas: Champion de Lituanie - HB Dudelange : Champion du Luxembourg - IF Urædd Porsgrunn : Champion de Norvège - E&O Emmen : Champion des Pays-Bas - GKS Wybrzeże Gdańsk : Champion de Pologne - ABC Braga : Champion du Portugal - Universitatea Craiova : Champion de Roumanie - SKIF Krasnodar : Champion de Russie - Ystads IF : Champion de Suède - Pfadi Winterthur : Champion de Suisse - Dukla Prague : Champion de Tchécoslovaquie - Halkbank Ankara : Champion de Turquie - SKA Kiev : Champion d'Ukraine | - SSV Forst Brixen : Champion d'Italie - HK Dio Riga : Vice-champion de Lettonie - HC Granitas Kaunas: Champion de Lituanie - HB Dudelange : Champion du Luxembourg - IF Urædd Porsgrunn : Champion de Norvège - E&O Emmen : Champion des Pays-Bas - GKS Wybrzeże Gdańsk : Champion de Pologne - ABC Braga : Champion du Portugal - Universitatea Craiova : Champion de Roumanie - SKIF Krasnodar : Champion de Russie - Ystads IF : Champion de Suède - Pfadi Winterthur : Champion de Suisse - Dukla Prague : Champion de Tchécoslovaquie - Halkbank Ankara : Champion de Turquie - SKA Kiev : Champion d'Ukraine | - SSV Forst Brixen : Champion d'Italie - HK Dio Riga : Vice-champion de Lettonie - HC Granitas Kaunas: Champion de Lituanie - HB Dudelange : Champion du Luxembourg - IF Urædd Porsgrunn : Champion de Norvège - E&O Emmen : Champion des Pays-Bas - GKS Wybrzeże Gdańsk : Champion de Pologne - ABC Braga : Champion du Portugal - Universitatea Craiova : Champion de Roumanie - SKIF Krasnodar : Champion de Russie - Ystads IF : Champion de Suède - Pfadi Winterthur : Champion de Suisse - Dukla Prague : Champion de Tchécoslovaquie - Halkbank Ankara : Champion de Turquie - SKA Kiev : Champion d'Ukraine | - SSV Forst Brixen : Champion d'Italie - HK Dio Riga : Vice-champion de Lettonie - HC Granitas Kaunas: Champion de Lituanie - HB Dudelange : Champion du Luxembourg - IF Urædd Porsgrunn : Champion de Norvège - E&O Emmen : Champion des Pays-Bas - GKS Wybrzeże Gdańsk : Champion de Pologne - ABC Braga : Champion du Portugal - Universitatea Craiova : Champion de Roumanie - SKIF Krasnodar : Champion de Russie - Ystads IF : Champion de Suède - Pfadi Winterthur : Champion de Suisse - Dukla Prague : Champion de Tchécoslovaquie - Halkbank Ankara : Champion de Turquie - SKA Kiev : Champion d'Ukraine | - SSV Forst Brixen : Champion d'Italie - HK Dio Riga : Vice-champion de Lettonie - HC Granitas Kaunas: Champion de Lituanie - HB Dudelange : Champion du Luxembourg - IF Urædd Porsgrunn : Champion de Norvège - E&O Emmen : Champion des Pays-Bas - GKS Wybrzeże Gdańsk : Champion de Pologne - ABC Braga : Champion du Portugal - Universitatea Craiova : Champion de Roumanie - SKIF Krasnodar : Champion de Russie - Ystads IF : Champion de Suède - Pfadi Winterthur : Champion de Suisse - Dukla Prague : Champion de Tchécoslovaquie - Halkbank Ankara : Champion de Turquie - SKA Kiev : Champion d'Ukraine | - SSV Forst Brixen : Champion d'Italie - HK Dio Riga : Vice-champion de Lettonie - HC Granitas Kaunas: Champion de Lituanie - HB Dudelange : Champion du Luxembourg - IF Urædd Porsgrunn : Champion de Norvège - E&O Emmen : Champion des Pays-Bas - GKS Wybrzeże Gdańsk : Champion de Pologne - ABC Braga : Champion du Portugal - Universitatea Craiova : Champion de Roumanie - SKIF Krasnodar : Champion de Russie - Ystads IF : Champion de Suède - Pfadi Winterthur : Champion de Suisse - Dukla Prague : Champion de Tchécoslovaquie - Halkbank Ankara : Champion de Turquie - SKA Kiev : Champion d'Ukraine | - SSV Forst Brixen : Champion d'Italie - HK Dio Riga : Vice-champion de Lettonie - HC Granitas Kaunas: Champion de Lituanie - HB Dudelange : Champion du Luxembourg - IF Urædd Porsgrunn : Champion de Norvège - E&O Emmen : Champion des Pays-Bas - GKS Wybrzeże Gdańsk : Champion de Pologne - ABC Braga : Champion du Portugal - Universitatea Craiova : Champion de Roumanie - SKIF Krasnodar : Champion de Russie - Ystads IF : Champion de Suède - Pfadi Winterthur : Champion de Suisse - Dukla Prague : Champion de Tchécoslovaquie - Halkbank Ankara : Champion de Turquie - SKA Kiev : Champion d'Ukraine |
| Premier tour préliminaire | | | | | | | | | | | | | | | | | | | | | | | | | | | | | |
| - RK Zamet Rijeka : Vice-champion de Croatie - Tryst 77 HC : Champion de Grande-Bretagne | - RK Zamet Rijeka : Vice-champion de Croatie - Tryst 77 HC : Champion de Grande-Bretagne | - RK Zamet Rijeka : Vice-champion de Croatie - Tryst 77 HC : Champion de Grande-Bretagne | - RK Zamet Rijeka : Vice-champion de Croatie - Tryst 77 HC : Champion de Grande-Bretagne | - RK Zamet Rijeka : Vice-champion de Croatie - Tryst 77 HC : Champion de Grande-Bretagne | - RK Zamet Rijeka : Vice-champion de Croatie - Tryst 77 HC : Champion de Grande-Bretagne | - RK Zamet Rijeka : Vice-champion de Croatie - Tryst 77 HC : Champion de Grande-Bretagne | - RK Zamet Rijeka : Vice-champion de Croatie - Tryst 77 HC : Champion de Grande-Bretagne | - RK Zamet Rijeka : Vice-champion de Croatie - Tryst 77 HC : Champion de Grande-Bretagne | - RK Zamet Rijeka : Vice-champion de Croatie - Tryst 77 HC : Champion de Grande-Bretagne | - RK Zamet Rijeka : Vice-champion de Croatie - Tryst 77 HC : Champion de Grande-Bretagne | - RK Zamet Rijeka : Vice-champion de Croatie - Tryst 77 HC : Champion de Grande-Bretagne | - RK Zamet Rijeka : Vice-champion de Croatie - Tryst 77 HC : Champion de Grande-Bretagne | - RK Zamet Rijeka : Vice-champion de Croatie - Tryst 77 HC : Champion de Grande-Bretagne | - RK Zamet Rijeka : Vice-champion de Croatie - Tryst 77 HC : Champion de Grande-Bretagne | - Kyndil Tórshavn : Champion des îles Féroé - RK Celje : Champion de Slovénie | - Kyndil Tórshavn : Champion des îles Féroé - RK Celje : Champion de Slovénie | - Kyndil Tórshavn : Champion des îles Féroé - RK Celje : Champion de Slovénie | - Kyndil Tórshavn : Champion des îles Féroé - RK Celje : Champion de Slovénie | - Kyndil Tórshavn : Champion des îles Féroé - RK Celje : Champion de Slovénie | - Kyndil Tórshavn : Champion des îles Féroé - RK Celje : Champion de Slovénie | - Kyndil Tórshavn : Champion des îles Féroé - RK Celje : Champion de Slovénie | - Kyndil Tórshavn : Champion des îles Féroé - RK Celje : Champion de Slovénie | - Kyndil Tórshavn : Champion des îles Féroé - RK Celje : Champion de Slovénie | - Kyndil Tórshavn : Champion des îles Féroé - RK Celje : Champion de Slovénie | - Kyndil Tórshavn : Champion des îles Féroé - RK Celje : Champion de Slovénie | - Kyndil Tórshavn : Champion des îles Féroé - RK Celje : Champion de Slovénie | - Kyndil Tórshavn : Champion des îles Féroé - RK Celje : Champion de Slovénie | - Kyndil Tórshavn : Champion des îles Féroé - RK Celje : Champion de Slovénie | - Kyndil Tórshavn : Champion des îles Féroé - RK Celje : Champion de Slovénie |

Remarque : à noter l'absence des champions de la Bosnie-Herzégovine, de République de Macédoine et de RF Yougoslavie.

## Tour préliminaire
| Équipe      | Aller   | Total    | Retour  | Équipe          |
| ----------- | ------- | -------- | ------- | --------------- |
| RK Celje    | 25 – 17 | 36 – 35  | 11 – 18 | RK Zamet Rijeka |
| Tryst 77 HC | 00 – 10 | 00 – 20¹ | 00 – 10 | Kyndil Torshavn |

¹ Note :  Tryst 77 HC a déclaré forfait donc  Kyndil Torshavn est qualifié pour la phase Finale.

## Phase finale

### Seizièmes de finale
| Équipe                | Aller   | Total   | Retour  | Équipe                     |
| --------------------- | ------- | ------- | ------- | -------------------------- |
| RK Celje              | 18 – 17 | 35 – 43 | 17 – 26 | RK Badel 1862 Zagreb       |
| Maccabi Rishon LeZion | 20 – 14 | 42 – 41 | 22 – 27 | HB Dudelange               |
| ABC Braga             | 20 – 18 | 43 – 41 | 23 – 23 | Pfadi Winterthur           |
| SSV Forst Brixen      | 30 – 23 | 58 – 48 | 28 – 25 | E&O Emmen                  |
| Olse Merksem HC       | 13 – 18 | 30 – 42 | 17 – 24 | HB Vénissieux Lyon         |
| Elektromos SE         | 27 – 25 | 52 – 41 | 25 – 16 | Belassitza Petritch        |
| IF Urædd Porsgrunn    | 23 – 25 | 44 – 45 | 21 – 20 | GOG Håndbold               |
| FC Barcelone          | 34 – 11 | 61 – 26 | 27 – 15 | Ionikós de Néa Filadélfia  |
| Ystads IF             | 23 – 19 | 44 – 43 | 21 – 24 | BK-46 Karis                |
| Kyndil Torshavn       | 20 – 27 | 40 – 56 | 20 – 29 | FH Hafnarfjörður           |
| UHK Volksbank Vienne  | 19 – 20 | 37 – 55 | 18 – 35 | SG Wallau-Massenheim       |
| Dukla Prague          | 22 – 18 | 44 – 39 | 22 – 21 | Halkbank Ankara            |
| SKIF Krasnodar        | 23 – 14 | 52 – 33 | 29 – 19 | HK Dio                     |
| HC Granitas Kaunas    | 25 – 21 | 53 – 38 | 28 – 17 | Shevardeni G.T.U. Tbilissi |
| SPE Strovolos Nicosie | 22 – 34 | 52 – 65 | 30 – 31 | Universitatea Craiova      |
| GKS Wybrzeże Gdańsk   | 20 – 16 | 36 – 41 | 16 – 25 | SKA Kiev                   |

### Huitièmes de finale
| Équipe               | Aller   | Total   | Retour  | Équipe                |
| -------------------- | ------- | ------- | ------- | --------------------- |
| Badel 1862 Zagreb    | 30 – 24 | 62 – 44 | 32 – 20 | Maccabi Rishon LeZion |
| ABC Braga            | 25 – 16 | 45 – 38 | 20 - 22 | SSV Forst Brixen      |
| HB Vénissieux Lyon   | 26 – 17 | 46 – 41 | 20 – 24 | HC Granitas Kaunas    |
| Elektromos Budapest  | 24 – 15 | 47 – 43 | 23 – 28 | SKIF Krasnodar        |
| GOG Håndbold         | 40 – 18 | 59 – 47 | 19 – 29 | SKA Kiev              |
| FC Barcelone         | 32 – 19 | 54 – 42 | 22 – 23 | Dukla Prague          |
| FH Hafnarfjörður     | 28 – 26 | 56 – 48 | 28 – 22 | Ystads IF             |
| SG Wallau-Massenheim | 24 – 15 | 47 – 43 | 23 – 28 | Universitatea Craiova |

### Quarts de finale
| Équipe                    | Aller   | Total   | Retour  | Équipe              |
| ------------------------- | ------- | ------- | ------- | ------------------- |
| Badel 1862 Zagreb         | 26 – 23 | 47 – 43 | 21 – 20 | ABC Braga           |
| HB Vénissieux Rhône-Alpes | 20 – 14 | 42 – 41 | 22 – 27 | Elektromos Budapest |
| FC Barcelone              | 27 – 13 | 49 – 34 | 22 – 21 | GOG Håndbold        |
| SG Wallau-Massenheim      | 30 – 24 | 49 – 43 | 19 – 19 | FH Hafnarfjörður    |

- Quart de finale retour[1],[2]
  - HB Vénissieux Rhône-Alpes (20) : Éric Bernard (2), Laurent Munier (3), Zlatko Portner (5 dont 2 pen.), Slimane Ouerghemmi (4), Éric Amalou (2), Guéric Kervadec (2), Gaël Monthurel (1), Philippe Julia (1).
  - Elektromos Budapest (14) : Bakos – Sándor Győrffy (5, dont 1 pen. ou 2), István Pásztor (2), T. Kovács (1), Kiss (1), Balogh (1 ou 2), Szotyori (1), Attila Horváth (1), Balázs Kertész (2), Domasenko, Hemela (cap), Szotyori.
- Quart de finale retour[3],[2]
  - Elektromos Budapest (27) : Bakos – Balogh (7, dont 2 pen. ou 6), Attila Horváth (6, dont 3 pen.), Balázs Kertész (4), Szotyori (3 ou 4), Kiss (2), Sándor Győrffy (2), Daszstor (2 ou 0), T. Kovács (1), Pásztor (0 ou 2), Hemela (cap), Németh Z., Domasenko.
  - HB Vénissieux Rhône-Alpes (22) : Gaël Monthurel (7), Slimane Ouerghemmi (5), Zlatko Portner (4), Patrick Lepetit (3), Laurent Munier  (2), Guéric Kervadec (1).

### Demi-finale
| Équipe               | Aller   | Total   | Retour  | Équipe            |
| -------------------- | ------- | ------- | ------- | ----------------- |
| HB Vénissieux Lyon   | 19 – 23 | 37 – 50 | 18 – 27 | Badel 1862 Zagreb |
| SG Wallau-Massenheim | 24 – 20 | 46 – 45 | 22 - 25 | FC Barcelone      |

Demi-finale entre HB Venissieux Rhône-Alpes et Badel 1862 Zagreb
- Demi-finale aller[4] :
  - HB Venissieux Rhône-Alpes (19) : Patrick Lepetit (2), Zlatko Portner (3 pén.), Gaël Monthurel (1), Laurent Munier (4), Philippe Julia (5), Guéric Kervadec (4), Dejan Lukić (GB).
  - RK Zagreb (23) : Ivica Obrvan (5), Tettey Banfro (2), Patrik Ćavar (10 dont 2 pén.), Ratko Tomljanović (6), Tonci Peribonio (GB).

- Demi-finale retour[5]
  - RK Zagreb (27) : Nenad Kljaić, (2), Ivica Obrvan (3), Iztok Puc (9), Patrik Ćavar (8 dont 3 pén.), Tettey Banfro (3), Željko Babić (1), Ratko Tomljanović (1).
  - HB Venissieux Rhône-Alpes (18) : Patrick Lepetit (8 dont 4 pén.), Zlatko Portner (4 dont 1 pén.), Gaël Monthurel (3), Philippe Julia (2), Laurent Munier (1).

### Finale
| Équipe            | Aller   | Total   | Retour  | Équipe               |
| ----------------- | ------- | ------- | ------- | -------------------- |
| Badel 1862 Zagreb | 22 – 17 | 40 – 39 | 18 – 22 | SG Wallau-Massenheim |

Finale aller, Badel 1862 Zagreb bat SG Wallau-Massenheim 22 à 17 (10-8)
- Badel 1862 Zagreb: Tonči Peribonio, Rolando Pušnik – Nenad Kljaić (1), Željko Babić, Slavko Goluža (1 dont 1 pen.), Ivica Obrvan (1), Bruno Gudelj (4), Iztok Puc (1), Božidar Jović, Tettey Banfro, Patrik Ćavar (9 dont 4 pen.), Ratko Tomljanović (5 dont 1 pen.). Absents : Vladimir Vujović, Mirza Šarić, Nino Marković et Vedran Ćurak. Entraîneur : Zdravko Zovko.
- SG Wallau-Massenheim: Peter Hofmann, Markus Becker – Mike Fuhrig (2), Mikael Källman (4 dont 2 pen.), Michael Scholtz, Henry Kaufmann, Stephan Schöne (2), Martin Baumann, Dirk Beuchler (5), Christian Stoschek (1), Olaf Oster, Ralf Heckmann (3). Absent : Martin Schwalb. Entraîneur : Heiner Brand.
- Arbitres :  Kiyachko et Kisselev

Finale retour, SG Wallau-Massenheim bat Badel 1862 Zagreb 22 à 18 (11-9)
- SG Wallau-Massenheim: Peter Hofmann, Markus Becker – Mike Fuhrig, Mikael Källman (6), Martin Schwalb (5), Henry Kaufmann, Stephan Schöne (5), Martin Baumann, Dirk Beuchler, Christian Stoschek (4), Olaf Oster (2), Ralf Heckmann. Absent : Michael Scholtz. Entraîneur : Heiner Brand.
- Badel 1862 Zagreb: Tonči Peribonio, Rolando Pušnik – Nenad Kljaić (4), Željko Babić, Slavko Goluža, Ivica Obrvan, Iztok Puc (6), Bruno Gudelj (1), Božidar Jović (1), Tettey Banfro, Patrik Ćavar (5 dont 3 pen.), Ratko Tomljanović. Absents : Vladimir Vujović, Mirza Šarić, Nino Marković et Vedran Ćurak. Entraîneur : Zdravko Zovko.
- Arbitres :  Svein Olaf Øie et Bjørn Høgsnes

## Le champion d'Europe
| Champion d'Europe Coupe des clubs champions européens 1993 Badel 1862 Zagreb 2e titre |

L'effectif du Badel 1862 Zagreb était :
- Tonči Peribonio (GB)
- Rolando Pušnik (GB)
- Vladimir Vujović (GB)
- Nenad Kljaić
- Božidar Jović
- Željko Babić
- Ivica Obrvan
- Patrik Ćavar
- Slavko Goluža
- Ratko Tomljanović
- Iztok Puc
- Bruno Gudelj
- Tettey Banfro
- Mirza Šarić
- Nino Marković
- Vedran Ćurak

Entraîneur
- Zdravko Zovko